# 下原下駅
下原下駅（しもはらしたえき）は、かつて長野県小県郡真田町（現・上田市）に存在した上田交通真田傍陽線の駅。真田傍陽線の廃線と同時に廃駅となった。

## 概要
殿城口駅から本原駅までは北方面にまっすぐ線路が伸びていたが、当駅はその区間の中間地点である本原村大字下原（後に真田町大字下原、現在は上田市真田町下原）に設置された。
駅名は下原地区の南部であったからという説があるが、詳しくは不明である。

## 歴史
- 1928年（昭和3年）1月10日：上田温泉電軌北東線の伊勢山 - 本原間開通に伴い開業[1]。
- 1939年（昭和14年）8月30日：上田温泉電軌の社名変更および線名改称に伴い、上田電鉄菅平鹿沢線の駅となる。
- 1943年（昭和18年）10月21日：会社合併に伴い、上田丸子電鉄の駅となる。
- 1960年（昭和35年）4月1日：線名改称に伴い、真田傍陽線の駅となる。
- 1969年（昭和44年）6月1日：上田丸子電鉄の社名変更に伴い、上田交通の駅となる。
- 1972年（昭和47年）2月20日：真田傍陽線の廃線に伴い廃止。

## 駅構造
駅舎を有する単式ホーム1面を持つ駅員配置駅で、駅員が切符を販売していた。ホームは線路の東側（真田・傍陽方面に向かって右側）に位置した。朝夕の混雑が激しい駅であった。
駅間距離がわずか300 mだった殿城口駅との間には当時建物などさえぎるものが無く、当駅から殿城口駅の様子がはっきり見えた。

## 廃止後の状況
殿城口 - 真田間は国道144号のバイパス（現在は本線）となり、当駅も跡地が国道として利用されている。駅は廃止後に上田交通→上電バス→上田バスのバス停留所「下原」となっている。

## 隣の駅
上田交通
真田傍陽線
殿城口駅 - 下原下駅 - 本原駅